# Cieśnina Kokosowa
Cieśnina Kokosowa (ang. Coco Channel; birm. Koko Yay Kyaung) – cieśnina w Azji Południowo-Wschodniej, między należącym do Indii archipelagiem Andamanów a birmańskimi Wyspami Kokosowymi. Łączy Morze Andamańskie na wschodzie z Zatoką Bengalską na zachodzie. Jej szerokość wynosi ok. 20 kilometrów.